# Gyrohypnus atratus
Gyrohypnus atratus är en skalbaggsart som först beskrevs av Oswald Heer 1839.  Gyrohypnus atratus ingår i släktet Gyrohypnus, och familjen kortvingar. Arten är reproducerande i Sverige.